# Новая Речка (приток Куземы)
Новая Речка — река в России, протекает по территории Амбарнского сельского поселения Лоухского района и Куземского сельского поселения Кемского района Республики Карелии. Длина реки — 18 км.
Река берёт начало из озера Большого Елового на высоте 90,6 м над уровнем моря и далее течёт преимущественно в юго-восточном направлении по заболоченной местности.
Река в общей сложности имеет шесть малых притоков суммарной длиной 24 км.
Впадает на высоте 55,3 м над уровнем моря в реку Кузему, впадающую в Белого моря.
Населённые пункты на реке отсутствуют.
Код объекта в государственном водном реестре — 02020000712202000002374.